# GBU-37
Pour les articles homonymes, voir GBU.
La GBU-37 GAM (Guided Bomb Unit-37 GPS-Aided Munition - Bombe guidée type-37 à guidage GPS) est une bombe développée pour le bombardier Northrop B-2 Spirit. La bombe peut pénétrer des cibles renforcées ou enterrées. Elle est devenue opérationnelle en 1997. Elle a été remplacée sur le B-2 par la GBU-28 de 2 272 kg (5 000 livres) à guidage GPS/INS. C'est une bombe de 2 136 kg d'une portée de 9 km.